# Anne Van Lancker

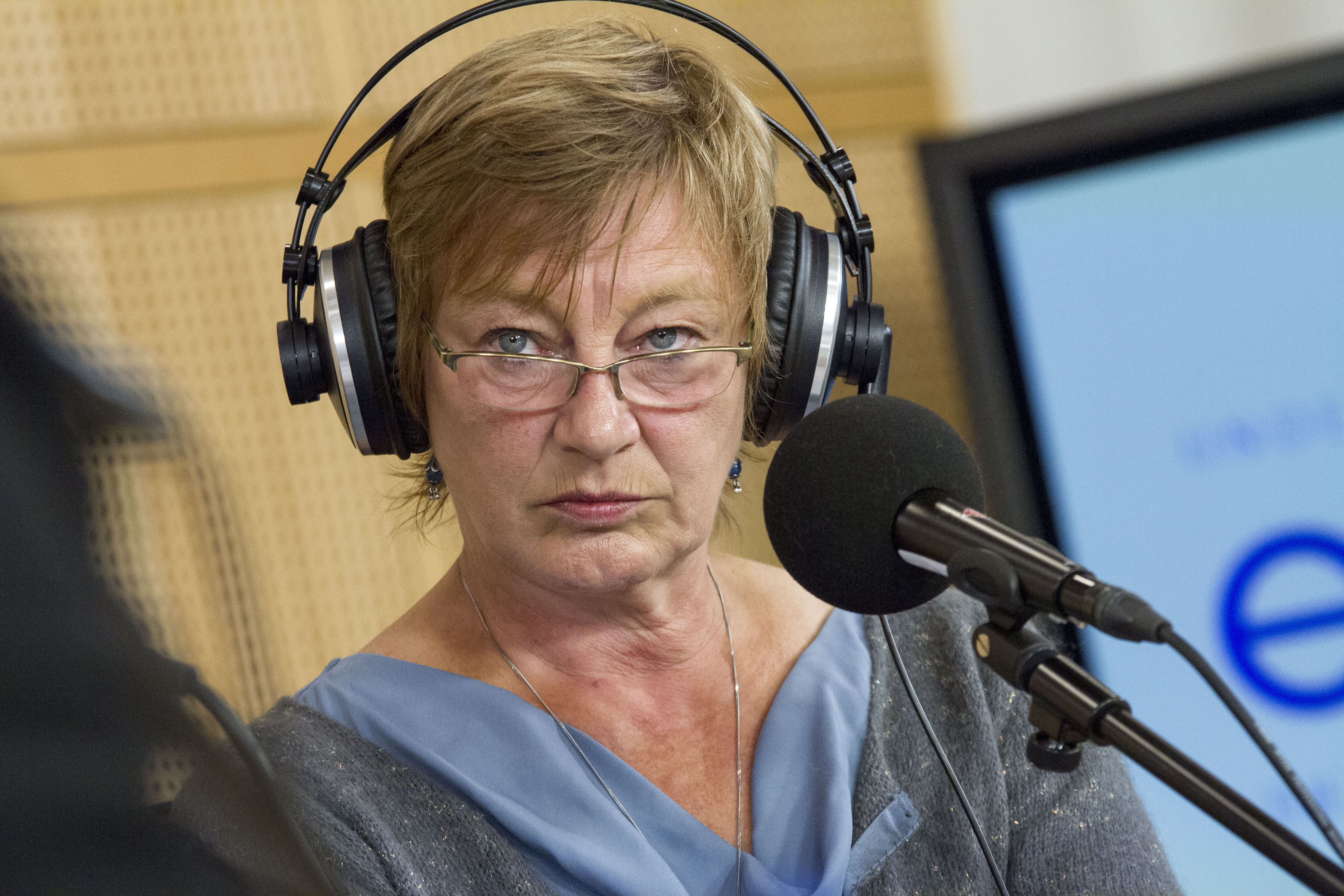
Anne Van Lancker, 2015

Anne Van Lancker (* 4. März 1954 in Temse) ist eine belgische Politikerin (sp.a).
  
Nach einem Lizenziat in Arbeitssoziologie und einem Fachlizenziat in Sozialrecht begann Van Lancker als wissenschaftliche Mitarbeiterin am Institut für Arbeit und wurde danach Assistentin für Arbeitssoziologie an der Katholischen Universität Löwen sowie leitende Mitarbeiterin des wissenschaftlichen Dienstes des Studien- und Dokumentationszentrums SEVI.
Van Lancker war Ende der 1980er-Jahre Mitarbeiterin der sozialistischen Fraktion in der belgischen Abgeordnetenkammer, wurde danach beigeordnete Kabinettschefin des Flämischen Ministers für Beschäftigung und war daraufhin Kabinettschefin des Flämischen Ministers für Beschäftigung, der später zum Minister für Beschäftigung und Soziales wurde. 1994 wurde sie in den Parteivorstand, 1999 in den Exekutivvorstand der SP (heute sp.a) gewählt. Seit 1995 ist sie Mitglied des Parteirates in Gent sowie Mitglied der Provinzialverwaltung Ostflandern. 1999 wurde sie Vorsitzende der Frauenorganisation der sp.a, zij-kant. Von 1994 bis 2009 gehörte sie dem Europäischen Parlament an.